# Il vizietto
Il vizietto (La Cage aux folles) è un film del 1978 diretto da Édouard Molinaro.
Si tratta dell'adattamento cinematografico della commedia La Cage aux Folles di Jean Poiret, messa in scena nel 1973 e replicata per cinque anni consecutivi al Palais-Royal di Parigi. L'attore Michel Serrault conserva il proprio ruolo nel film, mentre il personaggio di Jean Poiret viene interpretato da Ugo Tognazzi.

## Trama
Renato e Albin sono una coppia omosessuale di mezz'età che da vent'anni gestisce un locale a Saint-Tropez, La Cage aux Folles dove si esibiscono principalmente drag queen, del quale Albin, con il nome d'arte "Zazà Napoli", è la stella di punta. Una sera irrompe nella loro casa Laurent, figlio di Renato e frutto della sua unica relazione eterosessuale, a informare il genitore del suo imminente matrimonio con Adrienne Charrier, figlia di Simon, deputato e segretario di un partito ultraconservatore. Per ottenere l'approvazione del padre, la ragazza ha mentito sull'identità dei futuri suoceri, dicendo ai genitori che Renato è uno stimato diplomatico presso l'ambasciata italiana, e che sua moglie si prenda cura dei numerosi (e inesistenti) fratelli di Laurent.

Serrault e Tognazzi in una scena

Mentre Renato e Albin affrontano le conseguenze emotive di questa notizia, un grave scandalo colpisce il partito di Simon Charrier: il presidente muore nel corso di un rapporto sessuale con una prostituta immigrata minorenne. Charrier, suo erede designato, vede quindi nel matrimonio di Adrienne la possibilità di salvare la faccia, grazie alla posizione prestigiosa del futuro consuocero; decide così di accelerare le pratiche per il matrimonio, e parte alla volta di Saint-Tropez assieme a moglie e figlia per conoscere la famiglia di Laurent. Il ragazzo implora quindi Renato di stare al gioco e fingere di essere la persona rispettabile e morigerata che non è.
Renato prende la difficile decisione di eliminare dal suo appartamento qualunque elemento possa rimandare al proprio orientamento sessuale; questo comprenderebbe anche Albin, a cui l'uomo chiede di allontanarsi; tuttavia, quando il compagno gli ricorda di esser stato per Laurent una vera e propria madre, Renato ritorna sui suoi passi e gli permette di restare, a patto che provi a limitare la sua eccentrica gestualità. Un ulteriore momento di tensione tra i due si verifica quando Renato prova a ricontattare Simone, la madre biologica di Laurent: la donna prova infatti a sedurre Renato, scatenando la gelosia di Albin. Per correre dietro al compagno, l'uomo decide di escluderla dalla cena coi futuri consuoceri.
Arriva la sera della cena, che tra l'altro coincide con l'anniversario di fidanzamento di Renato e Albin e dell'inaugurazione de La Cage aux Folles. Gli Charrier arrivano e subito rimangono colpiti dal rigore e dall'austerità dell'appartamento di Renato. Laurent, intanto, riceve la telefonata di Simone, che annuncia il suo imminente arrivo: per attendere sua madre il ragazzo si allontana dalla cena, lasciando che sia suo padre a gestire i suoceri. Improvvisamente irrompe Albin travestito da donna, talmente credibile che i consuoceri lo prendono per la moglie di Renato; la cena va avanti in un clima di crescente comicità, dovuta agli equivoci e ai doppi sensi cui Renato e Albin non riescono a sottrarsi.
La situazione precipita con l'arrivo di Simone e, a sorpresa, del popolo di drag-queen de la Cage aux Folles, pronte a festeggiare i molteplici anniversari: Albin si smaschera davanti agli Charrier, e Renato rivela loro tutta la verità. Simon Charrier ovviamente reagisce con rabbia, mandando subito in fumo il fidanzamento, nonostante le proteste di Adrienne che rinfaccia al padre le deprivazioni cui è stata sottoposta per una vita intera. Gli Charrier cercano di andar via, ma fanno una tragica scoperta: il loro autista è stato infatti corrotto da alcuni giornalisti, e ha passato loro l'informazione che Simon si trovi nei dintorni de La Cage aux Folles; l'uomo non può pertanto lasciare l'appartamento di Renato e Albin senza destare scandalo. Albin ha però una brillante idea: se Simon acconsentirà al matrimonio, egli truccherà lui e le due donne da drag-queen, permettendo loro di uscire dall'adiacente locale nelle vesti di frequentatori de La Cage aux Folles. Messo alle strette il politico accetta, e compie una rocambolesca fuga vestito da donna.
Poco tempo dopo, Laurent e Adrienne si sposano, con la benedizione di Renato e Albin.

## Produzione
Gli interni del film furono girati negli stabilimenti Dear International a Roma. Le riprese esterne furono realizzate tra Roma e alcuni comuni francesi: la villa della famiglia Charrier è Villa Giovanelli Fogaccia, mentre la chiesa in cui si sposano Laurent e Adrienne è la chiesa della Santissima Trinità dei Pellegrini; la stazione ferroviaria dove Albin sta per prendere il treno prima che Renato gli faccia cambiare idea (primo fotogramma in questa voce) è la stazione di Èze-sur-Mer, nei pressi del comune di Èze; altre scene sul suolo francese furono girate a Saint-Tropez e Nizza.

## Accoglienza

### Incassi
Secondo dati aggiornati al 2023, Il vizietto detiene l'undicesimo posto tra i film in lingua straniera di maggior successo negli Stati Uniti.
In Italia si classificò al 2º posto tra i primi 100 film di maggior incasso della stagione cinematografica 1978-79.

### Critica
(Piero Perona, Stampa Sera, 20 ottobre 1978)
(Achille Valdata, La Stampa, 21 ottobre 1978)
(Mirella Acconciamessa, l'Unità, 26 ottobre 1978)
(Ermanno Comuzio, Cineforum n. 181, 1979)

## Riconoscimenti
- 1980 - Premio Oscar
  - Candidatura per la Miglior regia a Édouard Molinaro
  - Candidatura per la Migliore sceneggiatura non originale a Édouard Molinaro, Francis Veber, Marcello Danon e Jean Poiret
  - Candidatura per i Migliori costumi a Piero Tosi e Ambra Danon
- 1980 - Golden Globe
  - Miglior film straniero (Francia)
- 1979 - Premio César
  - Miglior attore protagonista a Michel Serrault
- 1979 - National Board of Review Awards
  - Miglior film straniero (Francia)
- 1979 - David di Donatello
  - Miglior attore straniero a Michel Serrault

## Seguiti, rifacimenti e citazioni
- Il film ha avuto due sequel: Il vizietto II (1980), diretto sempre da Molinaro, e Matrimonio con vizietto (Il vizietto III) (1985), di Georges Lautner.
- L'attore francese Serrault, diventato conosciuto presso il pubblico italiano e ricordato per il ruolo omosessuale, si propone nella commedia a sfondo poliziesco Il lupo e l'agnello (1980) con Tomas Milian.
- È del regista statunitense Mike Nichols il remake hollywoodiano dal titolo Piume di struzzo (1996), con Robin Williams protagonista e Gene Hackman nel ruolo dell'aspirante consuocero e senatore repubblicano.
- Il titolo del film è richiamato da film come Il vizietto dell'onorevole, Dove vai se il vizietto non ce l'hai? e Il vizietto americano, inedito in Italia fino al 1987 e con titolo e doppiaggio postumi.[dopo la morte di chi?][10]